# ويليام فيث
ويليام فيث (بالإنجليزية: William Faith)‏ هو موسيقي أمريكي، ولد في 29 أغسطس 1967.

## وصلات خارجية
- الموقع الرسمي
- ويليام فيث على موقع ميوزك برينز (الإنجليزية)
- ويليام فيث على موقع أول ميوزيك (الإنجليزية)
- ويليام فيث على موقع ديسكوغز (الإنجليزية)